# Gusoyn

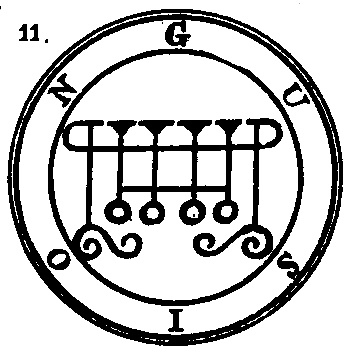
Le sceau de Gusoyn selon Mathers.

Gusoyn ou Gusion est un démon issu des croyances de la goétie, science occulte de l'invocation d'entités démoniaques.
Le Lemegeton  le mentionnent à la 11ème place et la Pseudomonarchia Daemonum le mentionnent en 8e position de la monarchie démoniaque. Il est grand-duc des enfers. Il peut répondre sur le présent, le passé et le futur. Il décèle les choses cachées, accroît les dignités et fortifie les honneurs et concilie et réconcilie les amitiés.
Il commande quarante-cinq légions dans la Pseudomonarchia Daemonum mais seulement 40 dans le Lemegeton. Il séduit les femmes et les pousse au suicide après l'acte sexuel. C'est un démon très puissant et craint,.